# Xestia cara
Xestia cara là một loài bướm đêm trong họ Noctuidae.